# Campidoglio di Roma nella pittura e nel disegno
Le trasformazioni del Campidoglio a Roma, dal Basso Medio Evo alla metà del Novecento, viste attraverso dipinti e disegni.

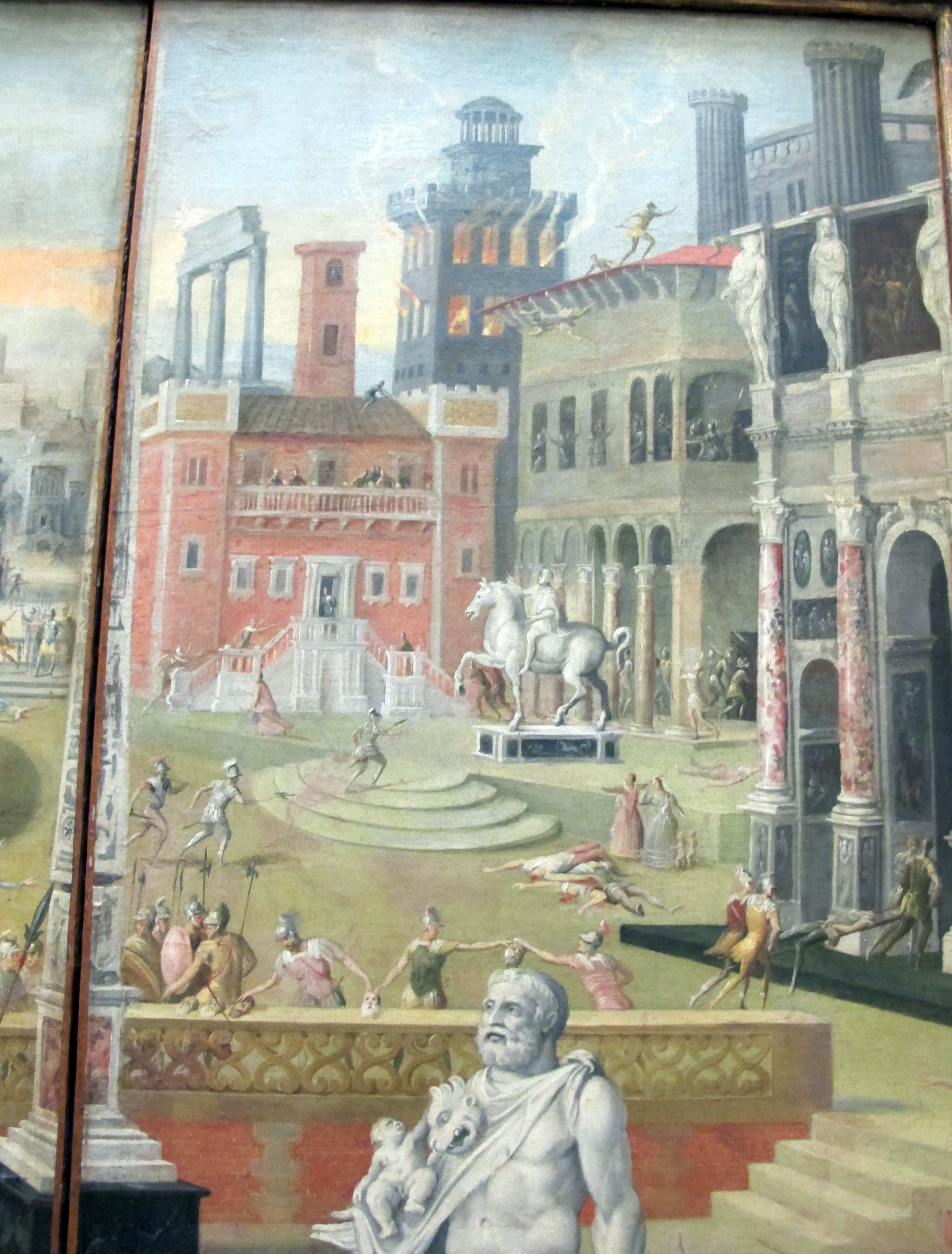
Antoine Caron, Massacro ordinato dai Triumviri, 1566, part. con veduta del Campidoglio (Louvre)

## Nota introduttiva
Nel XIV secolo il palazzo del Campidoglio fu restaurato, vi fu aggiunta una loggia, fu decorato con la scultura di un leone che azzanna un cavallo e dotato di una torre sul lato sinistro. Si pensa che in questo periodo l'edificio sia stato destinato a palazzo Senatorio. Nella Bolla aurea di Ludovico il Bavaro (1328) il palazzo del Campidoglio è rappresentato al centro, sotto il Colosseo.

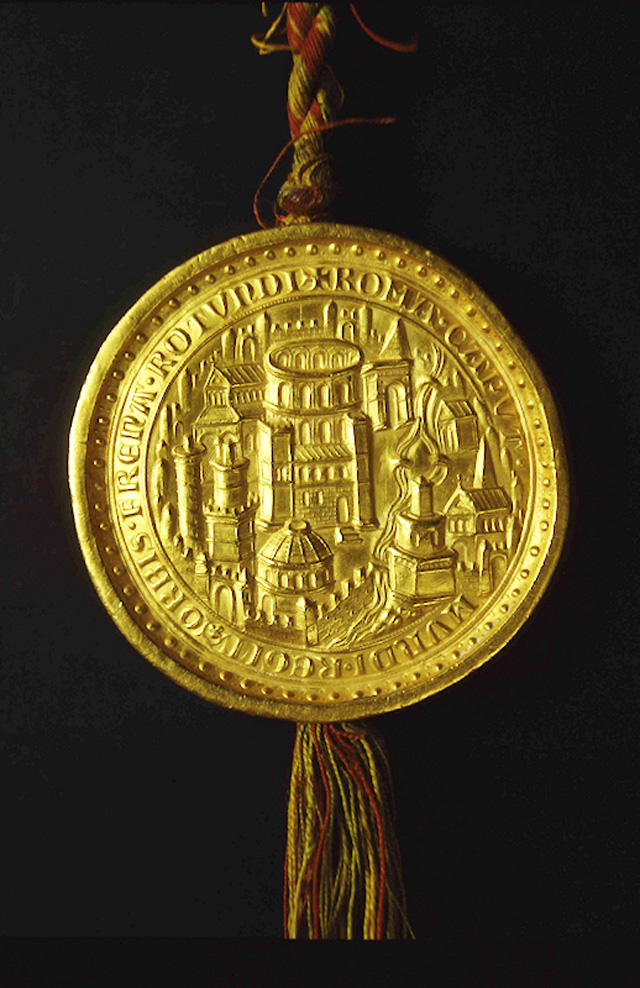
Bolla aurea di Ludovico il Bavaro

Nel 1348, composta da elementi di recupero dall'antico tempio romano capitolino, dedicato a Giove Ottimo Massimo, iniziarono i lavori della scalinata dell'Aracoeli - unica opera monumentaria nel tempo di Cola di Rienzo - che il Popolo romano dedicava alla Madonna, come ringraziamento per aver preservato Roma dalla peste nera. L'8 ottobre 1354 la folla incendiò il palazzo del Campidoglio e cadde drammaticamente il dominio di Cola. L'edificio sul Campidoglio fu restaurato da Bonifacio IX (1389-1404) che fece costruire due torri sul lato destro. Un affresco di Taddeo di Bartolo, a Siena (1414), mostra il palazzo Senatorio con due ordini di finestre, con il portone di accesso spostato a destra e con una scalinata che porta direttamente al primo piano. Il palazzo è anche visibile in una miniatura di anonimo, della metà del XV sec.

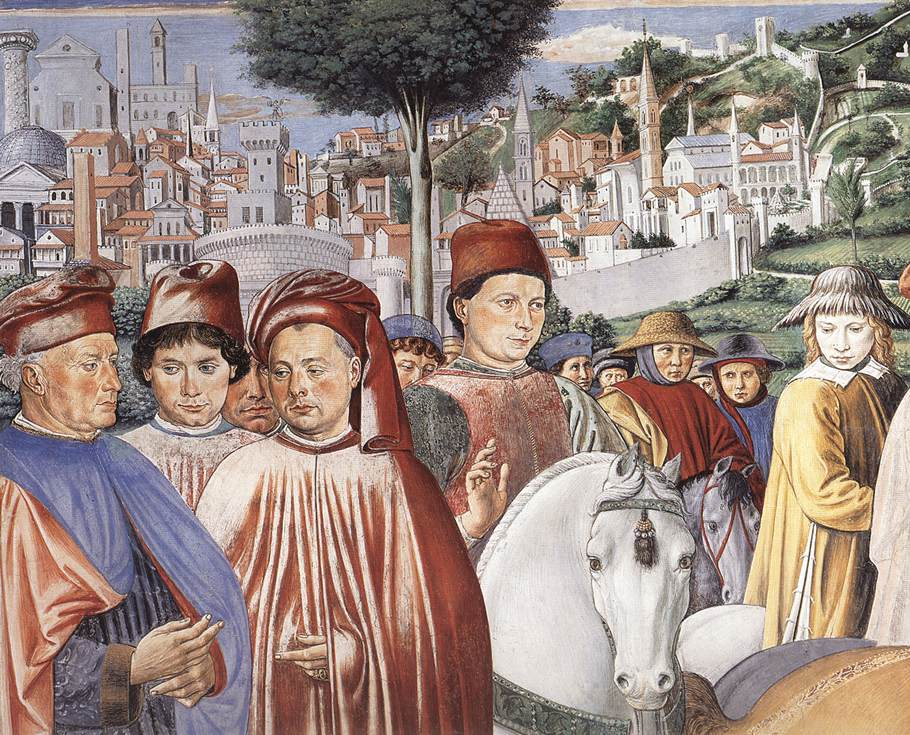
Benozzo Gozzoli, Partenza di Sant'Agostino per Milano, part.

Al 1451 risalgono le finestre crociate, di gusto francese, disegnate da Paolo Romano da Sezze: si tratta delle finestre della parete di sinistra dell'attuale aula Consiliare e sono le prime di questo genere realizzate a Roma. Del 1456 è la Veduta di Roma con il palazzo Senatorio di Jacopo da Fabriano. Benozzo Gozzoli, nelle Storie della vita di sant'Agostino, ciclo di dipinti nella chiesa di Sant'Agostino, a San Gimignano, ha rappresentato la Partenza di Sant'Agostino per Milano (1465), dove appare una veduta di Roma, con in alto a sinistra l'immagine del palazzo Senatorio e dell'Aracoeli.
Niccolò V volle dare al palazzo Senatorio anche un fronte verso il Foro. Nel 1477 il mercato della città, che si svolgeva sul piazzale sterrato davanti al palazzo Senatorio, fu trasferito a piazza Navona e la platea del Campidoglio fu così allargata. Sisto IV donò bronzi e marmi, già al Laterano, per abbellire il costruendo nuovo palazzo dei Conservatori. Nel 1509, all'esterno del palazzo dei Conservatori si trovava anche la Lupa capitolina. Un affresco, nella sala delle Aquile del palazzo Senatorio, mostra una loggia a cinque fornici e su due ordini, sul lato destro della facciata del palazzo Senatorio: questa loggia inglobava una parte dell'attuale cordonata, che è la scala centrale che sale alla piazza del Campidoglio. Questa loggia è anche visibile nella Veduta della piazza del Campidoglio (1547-1450) di Hieronymus Cock, pubblicata in Operorum Antiquorum Romanorum Reliquae.
Paolo III Farnese volle far risorgere il Campidoglio, trasformandolo in una sua residenza privata. Iniziò dal piazzale, che era uno spazio senza precisi confini e lo trasformò in una piazza ben delimitata. Ordinò di trasferire la statua bronzea del Marc'Aurelio dalla basilica di San Giovanni in Laterano al Campidoglio e di portare lì anche due leoni egiziani di basalto nero che furono trasformati in fontana. Fra il 1540 e il 1542 la scalinata che univa i due livelli della piazza (quella del Campidoglio e quella dell'Aracoeli) fu smantellata; al suo posto fu costruito un muro di contenimento verso la chiesa, il suo convento e il suo orto e vi fu addossata una nuova scalinata. Nel 1547 la torre a destra del palazzo Senatorio fu allargata di tre metri per parte.
Il palazzo Senatorio subì ulteriori trasformazioni: eliminato il loggiato esterno che era stato eretto dallo Squarcialupi, fu costruito uno scalone centrale, per dare un accesso diretto alla sala delle Udienze del primo piano, cui si entrava attraverso un portale al centro del palazzo. Un disegno di anonimo, al Louvre, che presenta una Veduta del Campidoglio (1555), mostra ancora il colonnato davanti al palazzo dei Conservatori e le due nuove rampe michelangiolesche di fronte al palazzo del Campidoglio; ma la torre centrale del Campidoglio è ancora decentrata e i torrioni laterali risultano ancora disuguali. Le finestre crociate quattrocentesche della facciata del palazzo Senatorio furono sostituite da finestre cinquecentesche. Si andava verso la simmetria, secondo i dettami dell'architettura cinquecentesca. Due schizzi di Michelangelo, conservati a Casa Buonarroti, sembrano riferirsi allo scalone senatorio. La nuova scala michelangiolesca, doppia e coprente tutta la facciata del palazzo Senatorio, serviva a mascherare le irregolarità della facciata. Contro il muro mistilineo della facciata furono posti scalini di differente larghezza: Michelangelo aveva davvero incastrato uno scalone doppio dentro la facciata e posto la torre al centro. Il palazzo rimase sempre un castello turrito, come era stato precedentemente ideato.

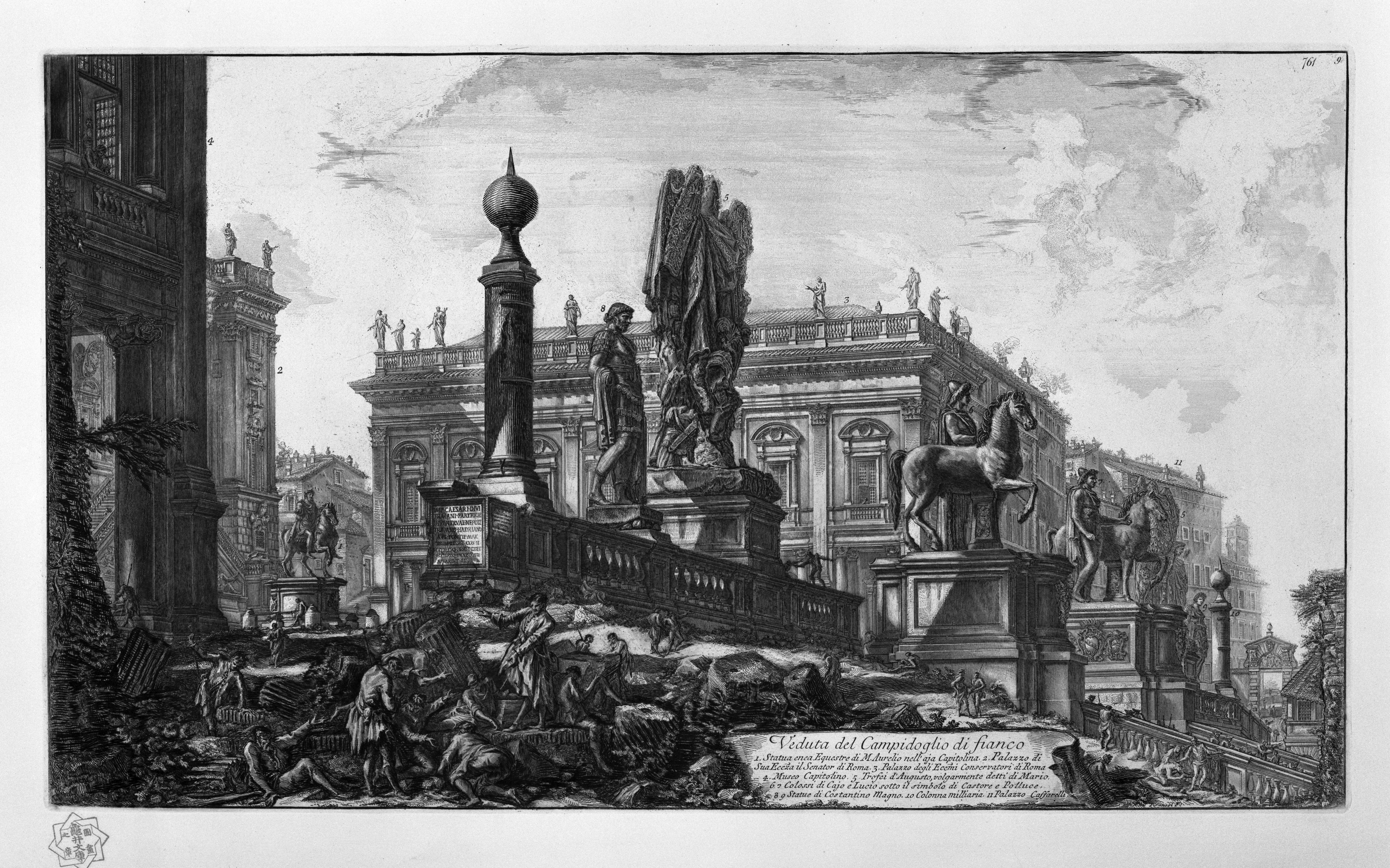
Giovanni Battista Piranesi, Palazzo dei Conservatori, acquaforte, 1748-1774

Nel 1549 fu iniziata la cordonata di destra, che sale fiancheggiando il palazzo dei Conservatori. Nel 1517 erano arrivate sul Campidoglio le due statue dei Fiumi che erano al Quirinale. Nel 1561, presso Monte Cenci, furono trovati due Domatori di cavalli o Dioscuri - copie romane da originali greci - e furono trasferiti al Campidoglio.
Nel 1554 fu posto in opera il portone della sala delle Udienze. Nella veduta di anonimo, agli Uffizi, forse disegnata da Sallustio Peruzzi, si vedono anche le balaustre che delimitano l'ovale della piazza, nel lato dell'affaccio su Roma. Nello stesso anno gli scalpellini misero in opera la balaustra dello scalone michelangiolesco. Nel disegno di un anonimo fiammingo Veduta della piazza del Campidoglio dal palazzo dei Conservatori (1561), si vede il lato dell'Aracoeli, l'angolo del palazzo Pretorio e il muro di contenimento dell'Aracoeli. Manca invece il terzo palazzo che poi concluse e delimitò armoniosamente la piazza.
Fu costruito un nuovo basamento per la statua del Marc'Aurelio che fu messa perfettamente in asse con lo scalone michelangiolesco, spostandola lievemente verso destra e ruotandola un po' da destra a sinistra. Intorno alla statua di bronzo fu disegnato un ovale, con lastre di travertino.
La nuova sistemazione della piazza, con il palazzo Senatorio e palazzo dei Conservatori, si vede nel dipinto/paravento a tre ante di Antoine Caron, Massacro ordinato dai Triumviri, datato 1566 e conservato al Louvre: l'episodio si svolse in Francia, ma qui è ambientato nell'antica Roma, dopo la morte di Giulio Cesare e vi appaiono monumenti, come erano visibili a metà del Cinquecento. I lavori per una nuova facciata del palazzo dei Conservatori iniziarono nel 1563, ma Michelangelo non poté vederne la fine. Una immagine si trova nella decorazione pittorica del Teatro Olimpico di Sabbioneta (detto anche Teatro all'Antica), opera di Vincenzo Scamozzi.
Filippo Juvarra dipinse una Veduta del palazzo di Paolo III, della chiesa di Santa Maria in Aracoeli e di piazza del Campidoglio, che è conservata al Museo di Roma a palazzo Braschi.
La piazza del Campidoglio era tuttavia rimasta incompiuta. Giacomo Della Porta aveva progettato nel 1595, non un terzo palazzo, bensì una fontana con la statua di Marforio addossata al muro di contenimento dell'Aracoeli.. La costruzione del palazzo Nuovo, seicentesco, con le sue decorazioni interne, fu ultimata intorno al 1674.

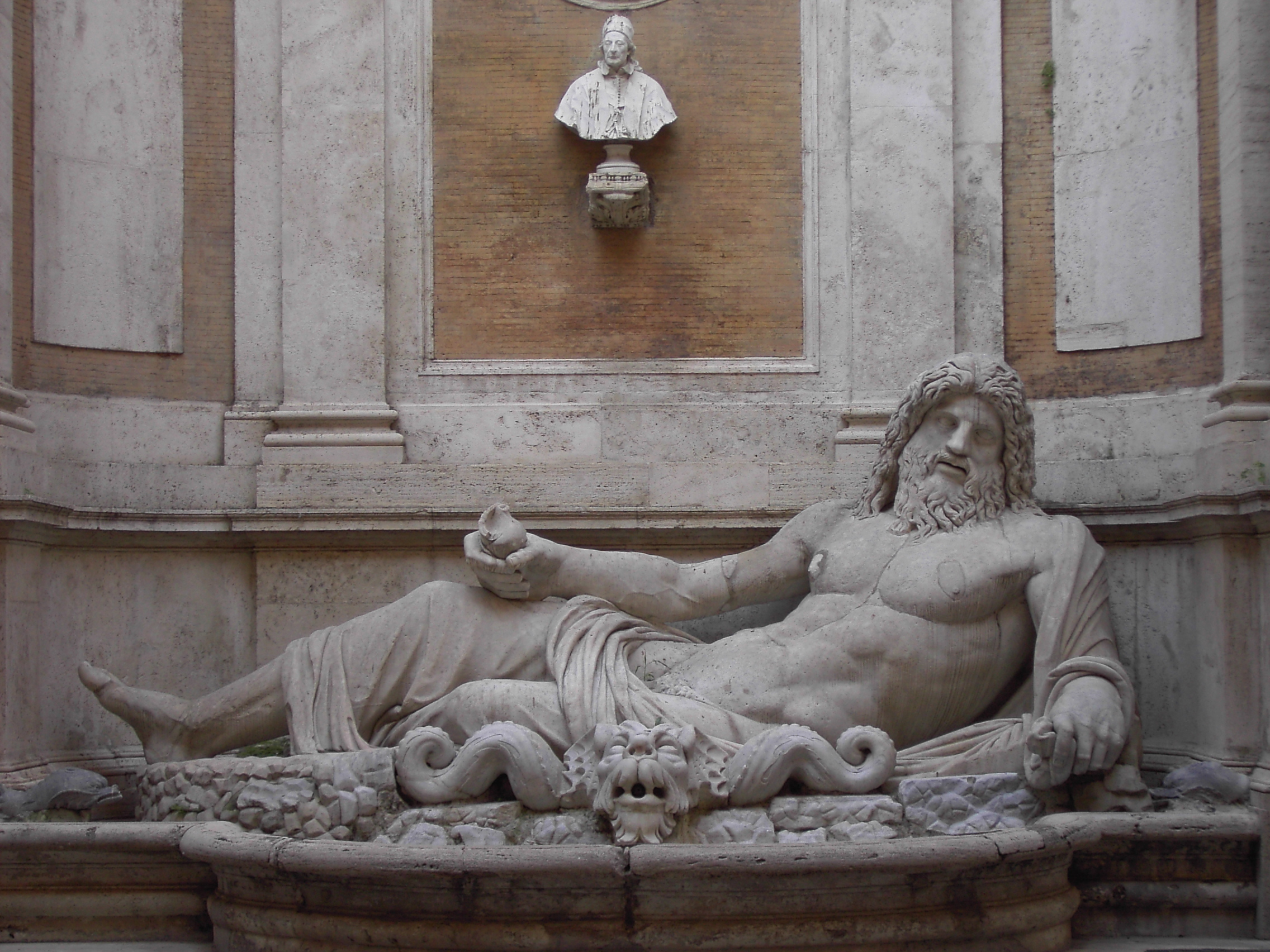
Marforio, statua parlante

Nel 1846 fu approvato il progetto di Enrico Calderari di pavimentare completamente, con sampietrini e con listoni di travertino, la piazza che fino allora era rimasta sterrata, salvo le guide di travertino; ma il suo disegno restava un ovale, con al centro il Marc'Aurelio e con inviti di travertino. Nel 1936 si pensò ad una nuova pavimentazione, che riproducesse il disegno di Michelangelo con lastroni di travertino nel perimetro delle stelle multiple che compongono l'originalissimo disegno e con selciato di sampietrini negli scomparti geometrici. Antonio Muñoz, direttore della ripartizione X, allegò alla richiesta ufficiale, indirizzata al Comune di Roma, una incisione, edita da Bartolomeo Faleti nel 1568, che riproduceva il disegno michelangiolesco del piazzale. Il progetto della pavimentazione fu messo in opera e fu completato nel 1940.
Numerose sono le incisioni che rappresentano il Campidoglio di Roma. Tra le più note, quelle di Giuseppe Vasi e quelle di Giovanni Battista Piranesi. Ippolito Caffi, affacciandosi ai quattro lati della torre centrale del palazzo Senatorio, disegnò quattro vedute di Roma che furono poi incise. Nella Galleria di vedute di Roma moderna di Panini, ora al Louvre, è raffigurato anche un dipinto di Giovanni Paolo Panini che rappresenta il Campidoglio.

### Il Campidoglio nella pittura
| Autore e titolo                                                                                                | Descrizione | Immagine |
| --- | --- | -------- |
| Louis de Caullery, Veduta del Campidoglio                                                                      | olio su tavola, 49,7x71 cm, entro il 1621, Collezione privata (A destra una colonna tortile)                                                                           |          |
| Agostino Tassi, Competizione sul Campidoglio                                                                   | olio su tela, anni trenta del XVII secolo, Musei Capitolini | [ 19 ]   |
| Bernardo Bellotto, (detto Canaletto), Piazza del Campidoglio e cordonata                                       | olio su tela, 52x61,5 cm, 1740-1750, Collezione privata | [ 20 ]   |
| Bernardo Bellotto, (detto Canaletto), Capriccio con Campidoglio                                                | olio su tela, 134x116 cm, 1742-1747, Galleria nazionale di Parma |          |
| Giovanni Paolo Panini, Piazza del Campidoglio                                                                  | olio su tela, 1750, Collezione privata |          |
| Hubert Robert, Capriccio romano                                                                                | olio su tela, 119x145 cm, 1767, École nationale supérieure des beaux-arts (Si vedono il porto di Ripetta, il Pantheon e, a sinistra, il palazzo nuovo del Campidoglio) |          |
| Gustaf Söderberg (1799-1875), Veduta del Foro da piazza del Campidoglio                                        | olio su tela, 26x39 cm, XIX sec., Museo nazionale di Stoccolma |          |
| Christoffer Wilhelm Eckersberg, Gradini in marmo che conducono alla Basilica di Santa Maria in Aracoeli a Roma | olio su tela, 32,5x36,5 cm, 1814-1816, Statens Museum for Kunst, Copenaghen (In primo piano le due fontane coi leoni egizi)                                            |          |
| Wilhelm Brücke, Il Campidoglio a Roma                                                                          | olio su tela, 1835, Niedersächsisches Landesmuseum (Hannover) |          |
| Rudolf von Alt, Il Campidoglio a Roma                                                                          | acquarello su carta, 51,5x0,8 cm, 1837, Albertina (Vienna) |          |
| Eduard von Steinle, Madonna del Campidoglio                                                                    | olio su tela, 131,4x131,4 cm, 1841, Bavarian State Painting Collections (Sul fondo si vedono monumenti romani)                                                         |          |
| Fujishima Takeji, Nei pressi del Campidoglio                                                                   | olio su tela, 1919, Osaka City Museum of Modern Art |          |
| Luigi Mantovani, Il Campidoglio                                                                                | olio su tela, 120x100, 1927-1931, Artgate Fondazione Cariplo | [ 21 ]   |

### Il Campidoglio nel disegno
| Autore e titolo | Descrizione                                                                                        | Immagine |
| --- | -------------------------------------------------------------------------------------------------- | -------- |
| Da Michelangelo Buonarroti, Disegno del Campidoglio                                                                    | incisione, edita da Bartolomeo Faleti, 1568                                                        |          |
| Agostino Tassi, Capriccio con palazzo dei Conservatori                                                                 | penna d'oca e inchiostro su carta, 15x20, 1630 circa, Collezione privata                           |          |
| Lievin Cruyl, Il Campidoglio di Roma                                                                                   | penna su pergamena, 113x102,3 cm, XVII sec., Museo reale delle belle arti del Belgio               |          |
| Pompeo Aldrovandini, Cordonata e piazza del Campidoglio, con fuochi d'artificio per l'elezione di Clemente XII Corsini | gesso rosso, inchiostro con penna d'oca su carta, 32,1x44,3 cm, 1730, Collezione privata           |          |
| Bernardo Bellotto, Collina del Campidoglio a Roma                                                                      | inchiostro e matita su carta, 32,5x53,5 cm, 1742 circa, Museo nazionale di Varsavia                |          |
| Pittore anonimo, Progetto di elevazione del palazzo Nuovo, con statue egiziane                                         | penna e inchiostro, acquarello bruno su carta, 1745 circa Cooper Hewitt, Smithsonian Design Museum |          |
| Karl Friedrich Schinkel, Il Campidoglio                                                                                | matita su carta,                                                                                   |          |

### Il Campidoglio nel delineato
| Autore e titolo                                                      | Descrizione | Immagine |
| -------------------------------------------------------------------- | --- | -------- |
| Charles-François Houel, Il Campidoglio dalla scalinata dell'Aracoeli | incisione su carta colorata a penna bruna, acquarello bruno e gouache, 27x37,1 cm, 1846, Metropolitan Museum of Art | [ 22 ]   |

### Il Campidoglio nella pittura decorativa
| Autore e titolo                         | Descrizione                                                | Immagine |
| --------------------------------------- | ---------------------------------------------------------- | -------- |
| Pittore anonimo, Veduta del Campidoglio | olio su pannello, XVIII sec., Castello di Rosegg (Austria) | [ 23 ]   |